# Smittoidea propinqua
Smittoidea propinqua är en mossdjursart som först beskrevs av Smitt 1868.  Smittoidea propinqua ingår i släktet Smittoidea och familjen Smittinidae. Inga underarter finns listade i Catalogue of Life.